# 七海なな
七海 なな（ななうみ なな、1989年（平成元年）3月7日 - ）は、日本の女優、タレント、歌手、元グラビアアイドル、元AV女優。
長野県出身。プライムエージェンシー/ロカヒマネージメントに所属していた。2023年6月1日よりフリーランスとして活動中。

## 略歴
高校時代は生徒会長を務めた。元河合塾イメージガール。
2007年、5月に雑誌『Bejean』でヌードグラビアを初掲載。10月に『大人になんかならないで』でアリスJAPAN専属女優としてAVデビュー。
2009年7月、フランス・パリで毎年行われるJapan Expoに初参加。セクシーアイドルとしてプロモーション活動を行い、書道を披露。
2010年3月にスカパー!アダルト放送大賞2010女優賞にノミネート。6月、『七海なな〜卒業〜全作品すべて見せます 16時間』を持ってアリスJAPANを引退し、7月7日より『エスワン解禁 七海なな』からエスワン専属女優となった。
2011年7月29日公開の『ドラマ版ふたりエッチ』では、ヒロイン役を演じて話題となった。9月28日、アリスJAPAN復帰&AV引退を本人が動画にて正式発表。12月23日、「アリスフェスタ七海ななAV完全引退イベント」を「秋葉原ラムタラメディアワールドAKIBA」で開催。
2012年2月18日、事務所を移籍し新たな自身のブログを開始。本人の強い要望により初めてコメントを受けつけられるブログになる。8月、つくばテレビの『みっひーランド』『あいのエチュード』『かすみレディオ』のDVD発売記念として、秋葉原UDXで行われた『第3回セクシー女優総選挙』に、みひろ率いる『みっひーランド』チームとして、糸矢めいと共に出演、腕相撲トーナメントで準優勝し、チーム優勝に貢献した（第4回まで行われており、『みっひーランド』チームは皆勤）。9月22日公開の映画『蝉の女 愛に溺れて』では遊女として生きる少女役で主演。
2013年1月末から2月始めにかけて『みっひーランド』のロケでロサンゼルス、ラスベガスで番組収録（『第3回セクシー女優総選挙』優勝記念）。4月19日、ラブ&エロス2nd映画祭にて『蝉の女 愛に溺れて』、『ごくつまの恋』の両方で主演、最優秀女優賞を受賞。
2014年7月、セガのゲーム『龍が如く』のキャラクター出演をかけたセクシー女優人気投票にエントリー。8月24日に結果発表があり、『龍が如く0 誓いの場所』への出演権を逃した。順位・得票数未発表。
2011年のAV引退後、芝居を中心にタレント、歌手等マルチに活動中。女優業をメインとしながらも、各バラエティ番組やイメージDVDに出演するなど多方面で活動している。
2015年、歌手デビュー。7月10日「CROSS×OVER vol.6」渋谷 VUENOSで　ライブ初出演を果たし、以降レギュラーとして毎月行われる同ライブに参加している。歌手活動にはデビューから現在まで、音楽プロデューサーの佐藤一仁（ハニー・ビート）が担当し、活動のエリアを徐々に広げている。
2017年、デビュー10周年を迎え生誕祭を開催。主演作の「汗ばむ美乳妻　夫に背いた昼下がり」が、第29回ピンク大賞にて最優秀作品賞と監督賞を受賞、また2016年度ぴんくりんく女優賞［最優秀主演女優賞］を受賞。
2020年11月27日、クラブチッタ川崎で行われた「LADY MADONNA-拡大版-I saw her standing there～その時ハートは盗まれた～」では大和姫呂未、白石茉莉奈とユニット「RWM」を結成してライブステージを行った。
2021年2月18日、結婚していることを発表、婚姻届は2018年に提出していたが、妊娠を機に発表した。10月7日に出産。
2024年12月5日、東京・渋谷LOFT HEAVENにておこなわれた「大人の楽演祭」に出演。

## 人物
- マイペースで明るい性格。
- 趣味は、旅行（1人旅含む）・映画鑑賞・英会話・中国語・料理。
- 特技は、書道・Y字バランス・より目[1]。
- 得意料理は、母親直伝の豆腐ハンバーグ。
- 有機野菜を使ったオーガニック料理や、オーガニック製品を好む。
- チョコバナナが大好き。
- 兄妹は、兄がいる。
- 実家で猫を数匹飼っており、本人は猫達のことを「にゃんこ」という愛称で呼んでいる。
- ブログを「ななブロ」と呼び、ブログ内では「今日も元気にえいえいおー！」などブログ特有の言葉がいくつも存在する[15]。
- 童顔の顔つきが特徴的で、デビュー当時から高校生もしくは妹キャラを演じる事が多い。デビュー時のタイトルは「大人になんかならないで」と童顔である事を強調したものであった。
- 好きなお酒は赤ワインと日本酒。
- 漢字検定準二級取得。
- 2013年冬からTwitter（@7_nanaumi）を開始。
- 2015年6月からinstagram（NANA_NANAUMI）を開始[16]。
- 2015年7月10日から歌手活動を開始 「CROSS×OVER vol.6[17]」渋谷VUENOSに初出演
- 2017年頃から大和姫呂未、白石茉莉奈と「RWM」というユニットを組んでライブ活動などをしている。

### 趣味・趣向
- 好きな芸能人は、田村正和とダウンタウン。デートに行きたい場所は浅草。
- 2009年2月10日、AT限定で普通免許を取得。2009年より英会話を習い出し、勉強中。2010年に入ってから仕事と趣味を兼ねて英会話の他にボイストレーニングとジムにも通い始めている。
- 2010年6月、アロマテラピー検定1級を取得。
- 2010年7月6日より芝居を学ぶためにワークショップに通い始め、女優として本格始動した。
- 旅行の計画を立てるのが好きで、年に何回か「なな旅」という企画の一人旅をしている。世界各国などへ行ったことが公式ブログにも書かれている。
- イベントでは、「ななタンノート」というノートを回して全国のファンからの直筆の応援コメントをもらっている。得たコメントは、移動中や帰宅後必ず目を通している。
- 2013年6月、ナチュラルフード・コーディネーター取得。
- 2013年11月13日、食品衛生責任者の資格を取得。

## 出演

### レギュラー出演
- みひなな食堂（2016年4月 - 、エンタ!959）
- 七海ななのLet's challenge♡♡♡ななチャレ（2015年7月6日 -2023年5月25日#490終了 、showroom）毎週木曜日21時。
- ななちょチャンネル(2023年6月-、)毎週木曜日21時。七海なながYouTubeにチャレンジ#491-
- 七海ななのほろ酔い気分～(2023年8月24日-、instagram）毎週木曜日21：00～21：30ライブ配信#502-。

### テレビドラマ
- 匿名探偵 第2話（テレビ朝日、2012年10月19日） - 皆川郁恵 役
- 闇金ウシジマくん Season2 第1話（毎日放送、2014年1月17日） - ユナ 役
- サイレーン 刑事×彼女×完全悪女 第2話（関西テレビ、2015年10月27日） - キャバクラ嬢 役
- バブリシャスロード アニキと俺物語 第8話以降（2015年11月25日 - 12月23日、BS11） - 広瀬あかり 役
- ポルノグラファー(2018年8月9日、フジテレビ)第1話
  - ポルノグラファー～インディゴ～の気分～（2019年）第2話 静子 役
- シリーズ・江戸川乱歩短編集 満島ひかり×江戸川乱歩（2018年12月30日、NHK-BS）「算盤が恋を語る話」
- さすらい温泉♨遠藤憲一 第6湯（2019年2月20日、テレビ東京）[18] - 湯けむり美女 絵里香 役

### ネットドラマ
- ドラマ版ふたりエッチ（2011年7月29日 全12話 各20分、制作:バップ 配信:Ustream、東京思春期） - 小野田優良 役
- フジコ（2015年11月13日 全6話、Hulu）
- 特命係長只野仁（2017年1月7日、AbemaTV）第1話 - きょうこ（電王堂社員） 役
- 不連続サスペンスドラマ『毒ノ華』 第一話・神宿華（2018年12月21日、DMM.com・ビデオマーケット）[19] - 椿（主演）

### 映画
- 呪いの心霊感染 わたしはとり憑かれた 〜21歳OL 加奈子の場合〜（2010年4月16日、エースデュース）
- 人妻セカンドバージン 私を襲って下さい（主演-2013年1月公開、Xces Film、城定秀夫監督） - 望月麻子 役
- 蝉の女～愛に溺れて～（主演-2012年9月22日公開、配給:アルゴ・ピクチャーズ 森岡利行監督） - 千草・夏子 役
- ごくつまの恋（主演-2013年4月13日劇場公開、配給:アルゴ・ピクチャーズ 石川均監督） - 葉子 役
- ガチバン スプレマシー2（2013年5月18日）
- 桜姫（おせん役-2013年6月29日劇場公開）
- 土竜の唄 潜入捜査官 REIJI（配給・東宝）（2014年2月15日～劇場公開）
- ハッピーネガティブマリッジ（2014年3月29日～劇場公開、横井健司監督） - ノノ 役
- はだかのくすりゆび（2014年4月26日～劇場公開、山口雄也監督） - 戸田麻耶役
- Zゼット～果てなき希望～（2014年7月26日～劇場公開　総監督：鶴田法男） - 野咲陽菜 役
- Zゼット～狂気と天使～（主演-2014年8月6日完全版全6巻レンタル、DVD-BOX発売） - 野咲陽菜 役
- リベンジポルノ（主演-2014年8月30日劇場公開　株式会社スターボード）
- ラブ＆ソウル2（主演-城定秀夫監督）
- 宝物の抱きかた（榎本桜監督）
- 韓国に嫁いだ女（主演-由美役　日韓共同製作　城定秀夫監督）韓国封切：2015年7月27日　DVD発売：2016年5月3日 メーカー：アルバトロス　上映時間 94分）
- 汗ばむ美乳妻　夫に背いた昼下がり（主演-カオル役　2016年4月8日劇場公開、城定秀夫監督）
- 舐める女（2016年8月20日、OP PICTURES） - 谷カオル 役[20]
- 可愛い悪魔（主演-戸塚美穂役　2018年6月23日 劇場公開｛K's cinema｝佐藤寿保監督　いまおかしんじ脚本　配給：アイエス・フィールド　上映時間 85分） DVD発売：2018年11月2日
- 焦燥（出演　2019年4月7日 劇場公開｛渋谷ユーロライブ｝高橋秀和監督　高橋秀和/宍戸英紀脚本　配給：キングレコード　上映時間 77分）
- 花と沼（主演-蓮見一花役　2020年10月17日 劇場公開｛テアトル新宿｝城定秀夫監督　配給：オーピー映画）[21]

### Vシネマ
- 真田くノ一忍法伝 かすみ 内乱!幸村暗殺!!（2008年10月22日、株式会社ティーエムシー） - 主演
- 真田くノ一忍法伝 かすみ 因習の村を斬れ!（2009年4月3日、株式会社ティーエムシー） - 主演
- 告白　ナースの残業（2009年10月2日、ソリッドフィーチャー）
- セイレーンXX〜魔性の欲望〜（2009年12月4日、竹書房） - 主演
- 真田くノ一忍法伝 かすみ 少女秘戯伝説（2010年5月7日、株式会社ティーエムシー）
- トカレフ2010　運命の撃鉄（2010年7月2日、ネクスタシーEX） - 主演
- AKiBa童貞ボーイズ（2011年3月2日、シネマファスト）- 多嶋カナ役、主演
- ケイコ先生の優雅な生活（2013年4月3日、クロックワークス）‐主演
- 運命の赤い糸 幼馴染（2013年6月25日、Love Place） - さとみ役
- 美容室へイクっ! ～童貞卒業物語～（2014年2月5日　ネクスタシーEX） - 主演
- ハケン家庭教師の事件手帖（2014年6月4日　城定秀夫監督） - 主演

### 舞台出演
- 劇団チキンハート旗揚げ公演「チキンハート」 七海なな舞台初出演（コトネ役、2011年4月5日 - 10日、アイピット目白）
- 劇団6番シード「関ヶ原でダンス」（遊子姫役、2011年5月25日 - 29日、吉祥寺シアター）
- 劇団SHOW&GO FESTIVAL「今宵見上げし荒城の月　酔ひてうとうも月のみぞ知る」（2011年9月21日 - 9月26日）
- 劇団チキンハート第2回公演「房総学園体育祭〜放課後のハジメちゃん〜」（コトネ役、2011年12月9日）
- 劇団チキンハート第3回公演「房総学園期末テスト～初めての宇宙旅行」（コトネ役、2012年11月2日 - 7日、新宿シアターモリエール）
- STRAYDOG公演「映像都市　チネチッタ」（2013年5月2日 - 6日、テアトルBONBON）
- UDA☆MAP「アリゾナ☆侍☆ガールズ」（2013年8月29日-9月3日、シアターKASSAI）
- 劇団チキンハート第4回公演「サラ金へおいでよ」（管理人さん役、2013年10月3日‐9日、新宿シアターモリエール）
- キタムラ印「白キ肌ノケモノ」（美寿々役、2014年2月19日‐24日、中目黒キンケロシアター）
- 紅蓮、ふたたび（佐々山彩波役、2014年10月8日-10月19日、笹塚ファクトリー）
- 劇団チキンハート第5回本公演「幸福の黄色いタンメン」（美代子役、2014年11月6日-11月16日、新宿シアターモリエール）
- キタムラ印裏公演VOL4「CHERRY」（五反田七重役、2015年2月25日-3月1日、中目黒ウッディシアター）
- 徒桜～あだざくら～（西山なつみ役、2015年4月22日-4月26日、シアターグリーンBASE THEATER）
- ざ☆よろきん第12回公演「晒場慕情～恋慕の木遣り唄～」脚本：朝比奈文邃　演出：井保三兎（B CAST ヒロイン吾妻役、2015年5月19日-5月24日　全9公演、シアターグリーン BASE THEATER）
- キタムラ印裏公演VOL4再演「CHERRY」（五反田七重役、2015年9月1日-9月3日、中目黒ウッディシアター）
- キタムラ印裏公演VOL5「Oh!TSUKIMI」（五反田七重役、2015年9月5日-9月9日、中目黒ウッディシアター）
- STRAYDOG公演「心は孤独なアトム」作・演出：森岡利行（羽澄マリ役、2015年10月22日-10月25日　全6公演、東京公演シアターグリーンBIGTREETHEATER　大阪公演2015年11月14日-11月15日　全4公演、ABCホール）
- 劇団チキンハート第6回本公演「房総学園七不思議～この世で一番強いやつ～」（コトネ役/予定、2015年12月5日と13日、ゲストでマチソワ出演、新宿シアターモリエール）
- ざ☆くりもん2016年新春三館同時本公演「獅子相承ししそうじょう」脚本：朝比奈文邃　演出：小暮邦明（花魁　玉菊役、2016年1月5日-1月11日　全11公演、シアターグリーンBIGTREETHEATER）
- 骸骨ストリッパー第3回本公演「蛇骸王～Susanoh No Orochi～」作・演出：かみざともりひと　原案：近藤悠季（クシナダの娘　息吹役、2016年6月18日 - 21日　全8公演、三鷹　武蔵野芸能劇場）
- 片肌☆倶利伽羅紋紋一座  『ざ☆くりもん』 ダンサーズ公演「鬼子母松」脚本：朝比奈文邃　演出：畑中晋太郎（念念役、2016年7月20日 - 24日　全11公演、シアターグリーン BASE THEATER）
- 『ざ☆くりもん』第二十一回本公演「火消哀歌」～冬空の木遣り唄～　脚本：朝比奈文邃　演出：井保三兎（花魁　若汐役、2017年5月3日-8日　全11公演、池袋　シアターグリーン BOX in BOX THEATER）
- ハードボイルド時代劇「花魁の首」～斬り咲いて、花と散れ～　脚本・演出：細川博司（花魁　若水役、2017年7月12日-17日　全10公演、新宿村LIVE）
- 片肌☆倶利伽羅紋紋一座  『ざ☆くりもん』第二十二回本公演　ミュージカル「高松心中」～坊主と花魁の四十九日～　脚本：朝比奈文邃　演出：浅野泰徳（弁財天役、2017年8月9日-13日　全10公演、池袋　シアターグリーン BOX in BOX THEATER）
- 骸骨ストリッパー calavera box vol.3 「ベイビー・キングダム～序章～」　脚本・演出：かみざともりひと（主演：赤凪｛セナ｝役、2017年10月12日-17日　全8公演、南阿佐ヶ谷 ひつじ座）
- KY Produce vol.2 「ゼロ番区」原作：松本匠　脚本：坂口佳澄　演出：林彬（570:今西早苗役、2017年12月20日-24日　全8公演、下落合　TACCS1179）
- 骸骨ストリッパー ハイクオリティおぽんち公演　「ごきげん!?アキラ～The Worldwide～」　作・演出：かみざともりひと（ヒロイン：天涯小銭役、2018年4月5日-9日　全9公演、三鷹　武蔵野芸能劇場）
- 骸骨ストリッパー 前日譚「のぶながJOURNEY」脚本：本田晋　演出：かみざともりひと（主演：のぶなが役、2018年12月15日-17日　全3公演、三鷹　武蔵野芸能劇場）
- 片肌☆倶利伽羅紋紋一座  『ざ☆くりもん』二〇一九年　新春三館同時本公演　「六道追分」主宰・作：朝比奈文邃　演出：井保三兎（念念 役、2019年1月4日-14日　全14公演、池袋　シアターグリーン BIG TREE THEATER）
- 骸骨ストリッパー calavera box DX　「スマイリー☆紅まる子」脚本：かみざともりひと（主演：紅まる子役、2019年11月29日-12月3日　全7公演、三鷹　武蔵野芸能劇場）
- 骸骨ストリッパー －less〈レス〉作・演出：かみざともりひと　ＧＳＴ：佐藤一仁（《Ｌ》山中瑞穂役、2020年10月7日-11日　全4公演、中野　THE POCKET）
- 片肌☆倶利伽羅紋紋一座  『ざ☆くりもん』二〇二四年　第二十九回新春本公演　「玉章恋慕」～たまずされんぼ～　脚本・演出統括：朝比奈文邃（志津加役、2024年1月3日-8日　全11公演、池袋　シアターグリーン BIG TREE THEATER）
- 片肌☆倶利伽羅紋紋一座 『ざ☆くりもん』二〇二五年　第三十二回新春本公演　「冥途遊山」～めいどゆさん～　脚本・演出統括：朝比奈文邃（冥官役、2025年1月3日-12日　全12公演、池袋　シアターグリーン BIG TREE THEATER）
- 片肌☆倶利伽羅紋紋一座 『ざ☆くりもん』二〇二五年　第三十三回ロングラン本公演　第一期「六道追分」～ろくどうおいわけ～　脚本・演出統括：朝比奈文邃（七越役、2025年4月5日-27日　龍12公演・剣12公演、池袋　シアターグリーン BASE THEATER）

### バラエティ番組
- 新みっひーランドみひなな食堂（2016年5月 - 、エンタ!959） - 共演:みひろ。月1回放送。レギュラー出演中。
- 『みっひーランド』（スカパー!・エンタ!371、2009年 - 2016年4月） - 第26放送回よりレギュラー出演。
- ヴィーナス・フューチャー #67（スカパー!・エンタ!371、2009年）
- 『ヴィーナスフェスタ』（スカパー!・エンタ!371、2009年11月 - 2010年4月） - レギュラー出演
- 『原口あきまさのそこツボ!!』（千葉テレビ、2010年6月3日 - ） - 地上波初番組
  - 千葉テレビ（2010年6月3日 - 、木曜26:05- ）
  - 東京MX（2010年6月11日 - 、金曜26:30 - ）
- 『ビートたけしのもう1回だけヤラせてTV』（2010年12月28日、TBS）
- セクシー女優総選挙（エンタ!371、エンタ!959）
  - 第1回（2011年11月）・・・共演：みひろ、糸矢めい、かすみ果穂、七海なな、希志あいの、希崎ジェシカ
  - 第2回（2012年4月）・・・共演：みひろ、糸矢めい、かすみ果穂、七海なな、希志あいの、初音みのり
  - 第3回（2012年9月）・・・共演：みひろ、糸矢めい、かすみ果穂、七海なな、希志あいの、希崎ジェシカ、西野翔、安藤あいか
  - 第4回（2013年2月、エンタ!959）・・・共演：みひろ、糸矢めい、かすみ果穂、七海なな、希志あいの、希崎ジェシカ、初音みのり、小島みなみ、成瀬心美
- みひろのウ・ラ・ド・リ（2013年05月、エンタ!959）・・・共演：みひろ、糸矢めい、かすみ果穂
- かすみレディオ（エンタ!959）
  - ＃12（2013年5月）- 共演：糸矢めい、かすみ果穂、みひろ
  - ＃13（2013年6月）- 共演：糸矢めい、かすみ果穂、みひろ
  - ＃23（2014年4月）-共演：桜木凛
- ゴッドタン 映画公開記念 キス我慢選手権（2013年6月27日、テレビ東京）
- ゴッドタン 未公開悪ふざけ映像SP（2013年8月3日、テレビ東京）
- 24時間かすみレディオ2013（2013年9月29日）電話出演・・・共演：かすみ果穂、佐山愛
- エンタ!959ライブ #9（2013年9月、エンタ!959）
- かすみTVDX（2014年、1月千葉テレビ）- 共演：かすみ果穂
- タモリ倶楽部 空耳アワーVTR（2014年8月1日、8月8日、10月10日、2015年5月15日、5月29日、2016年7月8日、7月22日、8月5日、12月9日、12月16日、2017年6月2日、2018年5月11日、5月18日 テレビ朝日）
- 36時間かすみ果穂＆上原亜衣引退特別編成（2016年4月16日、エンタ!959）
  - みっひーランドかすみ果穂卒業式
  - みっひーランドかすみ果穂卒業旅行完全版
- LADY MADONNA(エンタ!959)
  - 　拡大版2時間SP（2016年12月）
  - 　vol.5（2017年8月）
- 長瀬麻美の見まっせがな！ #10（エンタ!959、2017年6月）
- 田村淳の地上波ではダメ!絶対!（2017年9月14日、BSスカパー）第36回

### 生放送
- 七海ななの笑って答えて!!!（2012年3月15日放送開始～2013年11月28日第66回生放送にて最終回。）
- 七海ななの笑って答えて！！！（2014年3月6日リニューアル～2015年5月28日第115回まで放送。）
- 七海ななのLet's challenge♡♡♡（2015年7月6日リニューアル第116回～2023年5月25日 第490回 生放送にて最終回）
- 七海なながYouTubeにチャレンジ！(2023年6月2日#491～配信開始：ななちょチャンネル)()
- 七海ななのほろ酔い気分～(2023年8月24日#502～instagram）毎週木曜日21：00～21：30ライブ配信。
- みっひーランド（2013年1月23日、ニコニコ生放送）
- 「みひろのウ・ラ・ド・リ」DVD発売イベント “オ・モ・テ・ナ・シ❤”（2013/05/26、ニコニコ生放送） - 共演：みひろ、かすみ果穂、糸矢めい
- スパローズのギリギリアウツ!?#86、#93、116、134、140、162、164、166、178、181最終回、ほか多数(2013年12月12日、2014年2月6日、2014年7月17日、2015年1月29日、2015年9月24日-2016年10月24日、ニコジョッキー/ニコニコ生放送)ゲスト出演！準レギュラー(月一回ほど)
- ジョッキー5周年記念2時間特別番組「学力テスト」（ニコジョッキー、2016年9月） - 共演：エルシャラカーニ、アメリカンコミックス、成田愛、NAOMI、桃宮もも、佐藤真緒、藤木由貴、十枝梨菜、愛菜

### 歌手活動
- 「幸福宣言〜ふたりでひとつだけ〜」
- 「空の上」
- 「神様のいうとおり」
- 「セツボウネコ」
- 「虹」
- 「光」
- 「congratulations」
- 「永遠のメロディー」
- 「瞬間[moment]」
- 「world」

- （2015年）
- 「CROSS×OVER vol.6」2015年7月10日　会場：渋谷VUENOS　ライブ初出演（幸福宣言/みかづき/とぅまろー）
- 「CROSS×OVER vol.7」2015年8月1日　会場：渋谷Glad　（幸福宣言/じゅえりーでぃ/あおいさんごしょう）
- 「CROSS×OVER vol.8」2015年9月14日　会場：渋谷Glad　（幸福宣言/かぜのぷりずむ/神様のいうとおり）
- 「CROSS×OVER vol.9」2015年10月7日　会場：渋谷Glad　（幸福宣言/神様のいうとおり/空の上）
- 「CROSS×OVER vol.10」2015年11月19日　会場：渋谷Glad　（幸福宣言/空の上/セツボウネコ）
- （2016年）
- 「かすみひろなな1夜限りの結成ライブ」（2016年4月8日、恵比寿creato）共演:みひろ、かすみ果穂
- 「美浜ミュージックライブ」2016年5月3日　会場：ミハマ・ニューポート・リゾート　（1部　神様のいうとおり/幸福宣言/空の上）（2部：セツボウネコ/生きてこそ/神様のいうとおり）
- 「CROSS×OVER vol.18」2016年8月23日　会場：渋谷Glad　（幸福宣言/神様のいうとおり/セツボウネコ/光）＊新曲「光」作詞：七海なな　を初披露
- 「IDOL SELECTION vol.25」2016年9月4日　会場：渋谷VUENOS　（虹/神様のいうとおり/セツボウネコ/光）
- 「CROSS×OVER vol.19」2016年9月30日　会場：渋谷Glad　（神様のいうとおり/セツボウネコ/空の上）＊CD「セツボウネコ」発売開始
- 「IDOL SELECTION vol.26」2016年10月1日　会場：渋谷VUENOS　（幸福宣言/虹/神様のいうとおり/セツボウネコ）
- 「第5回 8ハチ アソビ Event Stage」2016年10月16日　会場：1部 ドンキホーテ （神様のいうとおり/幸福宣言/セツボウネコ）2部 横山町公園 出演（神様のいうとおり/セツボウネコ/虹）
- 「CROSS×OVER vol.20」2016年10月28日　会場：渋谷Glad　（セツボウネコ/神様のいうとおり）
- 「CROSS×OVER vol.21」2016年11月21日　会場：渋谷VUENOS　（セツボウネコ/神様のいうとおり/幸福宣言）
- 「CROSS×OVER vol.22」2016年12月17日　会場：渋谷ASIA　（虹/神様のいうとおり/空の上/セツボウネコ）
- （2017年）
- 「Singer's Selection 新年会ライブ」2017年1月5日　会場：代アニ ライブステーション　（セツボウネコ/神様のいうとおり/幸福宣言/虹）
- 「CROSS×OVER vol.23」2017年1月17日　会場：渋谷Glad　（セツボウネコ/神様のいうとおり/光）
- 「CROSS×OVER vol.24」2017年2月25日　会場：渋谷VUENOS　（1部　幸福宣言/神様のいうとおり/虹）（2部　セツボウネコ/神様のいうとおり/幸福宣言）
- 「ステラ☆IDOL ファンタジー in 平和島」2017年3月5日　会場：BIG FUN 平和島 B館　（セツボウネコ/神様のいうとおり/空の上）
- 「第2回～生誕祭～28th」2017年3月12日　会場：三軒茶屋　茶茶茶
- ⇒（1部　バースデーソング/セツボウネコ/世界中の誰よりきっと/エブリシング/木綿のハンカチーフ/恋ダンス/虹）
- ⇒（2部　セツボウネコ/神様のいうとおり/バースデーソング/バレンタインキッス/幸福宣言/空の上/光/虹）
- 「～新宿MUSIA～」2017年3月21日　会場：新宿 club SCIENCE　（セツボウネコ/神様のいうとおり/バースデーソング/幸福宣言）
- 「CROSS×OVER vol.25」2017年3月23日　会場：渋谷VUENOS　（セツボウネコ/神様のいうとおり/バースデーソング/虹）
- 「アイドルと語らう夜 vol.3」2017年3月29日　会場：下北沢ろくでもない夜　（セツボウネコ/神様のいうとおり/幸福宣言/虹）
- 「IDOL SELECTION vol.32」2017年4月8日　会場：渋谷TAKE OFF7　（セツボウネコ/神様のいうとおり/幸福宣言/虹）
- 「IDOL CLEAN LIVE in浜松」2017年4月9日　会場：LIVE HOUSE 浜松窓枠　（1部　セツボウネコ/神様のいうとおり/幸福宣言）（2部　セツボウネコ/神様のいうとおり/虹）
- 「ダイナミック　ダイトク」 2017年4月10日　会場：新宿 club SCIENCE　（セツボウネコ/神様のいうとおり/幸福宣言/光）
- 「club　INSPIRE」 2017年4月16日　会場：六本木 morph-tokyo　（セツボウネコ/神様のいうとおり/幸福宣言/虹）
- 「CROSS×OVER vol.26」2017年4月28日　会場：渋谷Glad　（セツボウネコ/神様のいうとおり/幸福宣言）
- 「LADY MADONNA vol.5」2017年5月19日　会場：青山RiZM　（神様のいうとおり/虹）
- 「ステラ☆IDOL ファンタジー in 六本木」2017年5月28日　会場：音楽実験室 新世界  （セツボウネコ/神様のいうとおり/幸福宣言/虹）
- 「Girl's GATE vol.32」2017年5月29日　会場：初台Doors  （空の上/幸福宣言/神様のいうとおり/セツボウネコ）
- 「CROSS×OVER vol.27」2017年5月30日　会場：渋谷VUENOS　（セツボウネコ/神様のいうとおり/虹）
- 「TOKYO POP CROWD vol.1」2017年6月14日　会場：渋谷Glad　（セツボウネコ/神様のいうとおり/幸福宣言）
- 「CROSS×OVER vol.28」2017年6月28日　会場：渋谷VUENOS　（虹/幸福宣言/神様のいうとおり）
- 「レディマニア」2017年7月7日　会場：渋谷REX　（虹///セツボウネコ/神様のいうとおり）
- 「シンセレ特別編～女性アーティスト祭～vol.1」2017年7月10日　会場：代アニ ライブステーション　（幸福宣言/虹）
- 「KREMLIN WOMAN 特別編 3マン企画～穐田和恵×七海なな×鈴木花純＆RIO～」2017年7月20日　会場：渋谷DESEO mini

　　（神様のいうとおり/セツボウネコ/空の上/バースデーソング/悩殺本能ドゥビドゥバー/光/幸福宣言/congratulations/虹）
- 「GINZA RAINBOW FESTIVAL vol.3」2017年7月23日　会場：銀座トリカブト　（セツボウネコ/神様のいうとおり/幸福宣言/虹）
- 「CROSS×OVER vol.29」2017年7月25日　会場：渋谷VUENOS　（セツボウネコ/神様のいうとおり/congratulations）
- 「絶望と希望の夏」 2017年8月18日　会場：六本木 morph-tokyo　（幸福宣言/神様のいうとおり/虹）
- 「シンセレ特別編～女性アーティスト祭～vol.2」2017年8月18日　会場：代アニ ライブステーション　（セツボウネコ/神様のいうとおり/congratulations）
- 「CROSS×OVER vol.30」2017年8月23日　会場：渋谷Glad　（congratulations/セツボウネコ/幸福宣言）
- 「ステラ☆IDOL ファンタジーパーティー in 平和島～FINAL」2017年9月2日　会場：BIG FUN 平和島 B館　（セツボウネコ/神様のいうとおり/幸福宣言/虹）
- 「CHAOS vol.20」2017年9月10日　会場：新宿MARZ　（セツボウネコ/神様のいうとおり/幸福宣言/congratulations/虹）
- 「レディマニア vol.2」2017年9月11日　会場：渋谷REX　（セツボウネコ/congratulations）
- 「シンセレ特別編～女性アーティスト祭～vol.3」2017年9月20日　会場：代アニ ライブステーション　（セツボウネコ/神様のいうとおり/congratulations）
- 「CROSS×OVER vol.31」2017年9月26日　会場：渋谷VUENOS　（セツボウネコ/神様のいうとおり/congratulations）
- 「LADY MADONNA 拡大版」2017年10月19日　会場：川崎CLUB CITTA　（神様のいうとおり）
- 「CROSS×OVER vol.32」2017年10月20日　会場：渋谷VUENOS　（セツボウネコ/神様のいうとおり/congratulations）
- 「デビュー10周年記念TALK & LIVE ～Always with you～」開催　2017年10月29日　会場：渋谷　東京カルチャーカルチャー　ゲスト：色紙実優/大和姫呂未/Ganmi/白石茉莉奈/長瀬麻美/金子みひろ/麻雅庵［出演順］
- 「シンセレ特別編～女性アーティスト祭～vol.5」2017年11月9日　会場：代アニ ライブステーション　（空の上/幸福宣言/虹）
- 「GIRLS WALK ～PIN祭～」2017年11月11日　会場：イオン幕張店　（1部　神様のいうとおり/虹/幸福宣言）（2部　セツボウネコ/神様のいうとおり/空の上）
- 「SWEET BOMB」2017年11月15日　会場：渋谷STAR LOUNGE　（セツボウネコ/神様のいうとおり/虹）
- 「CROSS×OVER vol.33」2017年11月20日　会場：渋谷VUENOS　（空の上/congratulations/セツボウネコ）
- 「シンセレ特別編～女性アーティスト祭～vol.6」2017年12月6日　会場：代アニ ライブステーション　（セツボウネコ/神様のいうとおり/幸福宣言）
- 「白石茉莉奈×七海なな×大和姫呂未　コラボライブ」2017年12月11日　会場：渋谷Rex　（セツボウネコ/神様のいうとおり/幸福宣言）ゲスト「あやみ旬果、長瀬麻美、榎本美咲」
- 「CROSS×OVER vol.34」2017年12月29日　会場：渋谷VUENOS　（セツボウネコ/神様のいうとおり/congratulations）
- 「OTO no WA COUNTDOWN SP」2017年12月31日　会場：四谷LOTUS　（セツボウネコ/神様のいうとおり/幸福宣言/congratulations）
- （2018年）
- 「シンセレ特別編～女性アーティスト祭～vol.7」2018年1月19日　会場：代アニ ライブステーション　（空の上/congratulations）
- 「CROSS×OVER vol.35」2018年1月23日　会場：渋谷VUENOS　（幸福宣言/congratulations/神様のいうとおり）
- 「PLAY BEAT vol.1」2018年1月31日　会場：渋谷REX　（神様のいうとおり/congratulations/セツボウネコ）
- 「CROSS×OVER vol.36」2018年2月11日　会場：渋谷VUENOS　（虹/幸福宣言/＊永遠のメロディー）
- 「楽演祭 vol.3」2018年2月14日　会場：LIVE INN ROSA　（セツボウネコ/神様のいうとおり/空の上/congratulations）
- 「シンセレ～5周年SP～」2018年2月16日　会場：代アニ ライブステーション　（光/congratulations/神様のいうとおり）
- 「HEART BEAT neos vol.1」2018年2月18日　会場：仙台neos　（セツボウネコ/神様のいうとおり/虹/congratulations）　出演者：大和姫呂未/白石茉莉奈/七海なな［出演順］
- 「第3回～生誕祭～29th」生誕祭ワンマンライブ　～ななの日、忍び寄る三十路の足音～　2018年3月7日　会場：新宿FMV

　　⇒（OP:バースデーソング/(7位)congratulations/(6位)光/(5位)セツボウネコ/(4位)虹/(3位)空の上/(2位)幸福宣言/(1位)神様のいうとおり/新曲:永遠のメロディー）＊1位～7位の選曲はアンケートによる投票結果により決定
- 「PLAY BEAT vol.2」2018年3月19日　会場：渋谷REX　（セツボウネコ/神様のいうとおり/永遠のメロディー）
- 「シンセレ特別編～女性アーティスト祭～vol.9」2018年3月22日　会場：渋谷VUENOS　（虹/congratulations/セツボウネコ）
- 「CROSS×OVER vol.37」2018年3月27日　会場：渋谷VUENOS　（幸福宣言/永遠のメロディー/神様のいうとおり）
- 「シンセレ特別編～女性アーティスト祭～vol.10」2018年4月13日　会場：渋谷STAR LOUNGE　（幸福宣言/虹/神様のいうとおり）
- 「IDOL REGION CIRCUIT vol.2」2018年4月15日　会場：LIVE HOUSE 浜松窓枠　（1部　セツボウネコ/神様のいうとおり/congratulations）（2部　幸福宣言/虹）
- 「CROSS×OVER vol.38」2018年4月24日　会場：渋谷VUENOS　（Lifetime money/神様のいうとおり）＊舞台「ごきげん☆アキラ」役名：天涯小銭として歌唱
- 「PRIME TIME～SPRING FESTIVAL～」2018年4月30日　会場：渋谷VUENOS　（虹/神様のいうとおり/空の上）
- 「浜田由梨 presents ～ハマフェス～」2018年5月4日　会場：LIVEHOUSE TOGIBAR　ゲスト出演（バースデーソング/神様のいうとおり）
- 「GIRLS WALK in幕張～GOGO PIN祭～」2018年5月5日　会場：イオン幕張店 屋外ウッドデッキ　（1部　虹/神様のいうとおり/永遠のメロディー）（2部　空の上/幸福宣言/虹）
- 「シンセレ特別編～女性アーティスト祭～vol.11」2018年5月18日　会場：代アニ ライブステーション　（光/虹）
- 「CROSS×OVER vol.39」2018年5月24日　会場：渋谷VUENOS　（明日への手紙/幸福宣言/神様のいうとおり）
- 「PLAY BEAT vol.3」2018年5月29日　会場：渋谷REX　（セツボウネコ/神様のいうとおり/congratulations）
- 「楽演祭 vol.4」2018年6月6日　会場：LIVE INN ROSA　（幸福宣言/虹/神様のいうとおり）
- 「シンセレ特別編～女性アーティスト祭～vol.12」2018年6月15日　会場：代アニ ライブステーション　（永遠のメロディー/congratulations/悩殺本能ドゥビドゥバー）
- 「CROSS×OVER vol.40」2018年6月25日　会場：渋谷VUENOS　（永遠のメロディー/congratulations/バースデーソング）
- 「七夕スリーマンライブ～やっと逢えたね♡in大阪～」2018年7月7日　会場：大阪Live Bar DIII （セツボウネコ/神様のいうとおり/Lifetime money/虹）
- 「CROSS×OVER vol.41」2018年7月24日　会場：渋谷VUENOS　（光/congratulations）
- 「シンセレ特別編～女性アーティスト祭～1周年夏休みSP」2018年7月26日　会場：渋谷club asia （幸福宣言/神様のいうとおり/虹）
- 「PLAY BEAT vol.4」2018年8月9日　会場：渋谷REX　（セツボウネコ/神様のいうとおり/congratulations）
- 「GIRLS WALK in幕張～GOGO PIN祭～」2018年8月11日　会場：イオン幕張店 1Fらせん階段前　（1部　セツボウネコ/神様のいうとおり/光）（2部　空の上/虹/神様のいうとおり/幸福宣言）
- 「CROSS×OVER vol.42」2018年8月20日　会場：渋谷Glad　（セツボウネコ/congratulations）
- 「BONDS×BONDS Live vol.1」2018年8月25日　会場：渋谷VUENOS　（1部　幸福宣言/空の上/神様のいうとおり）（2部　セツボウネコ/congratulations/虹）
- 「楽演祭 vol.5」2018年8月29日　会場：LIVE INN ROSA　（セツボウネコ/神様のいうとおり/永遠のメロディー/congratulations）
- 「CROSS×OVER vol.43」2018年9月20日　会場：渋谷VUENOS　（congratulations/永遠のメロディー/セツボウネコ）
- 「NEXT DIVA~バラードSP~」2018年10月12日　会場：池袋mono　（空の上/光/虹）
- 「デビュー11周年記念PARTY＆LIVE」2018年10月14日　会場：三軒茶屋　茶茶茶
- ⇒（1部　congratulations/神様のいうとおり/陽だまりの唄/星間飛行/あの花のように/桃色片思い/瞬間[moment]）
- ⇒（2部　Lifetime money/光/虹/恋をしちゃいました/あの花のように/空の上/あなたに逢いたくて/瞬間[moment]）
- 「シンセレ特別編～女性アーティスト祭～vol.16」2018年10月19日　会場：代アニ ライブステーション　（セツボウネコ/神様のいうとおり/幸福宣言/瞬間[moment]）
- 「BONDS×BONDS Live vol.3」2018年10月21日　会場：渋谷VUENOS　（1部　光/congratulations/瞬間[moment]）（2部　虹/永遠のメロディー/セツボウネコ）
- 「CROSS×OVER vol.44」2018年10月25日　会場：渋谷VUENOS　（瞬間[moment]/Lifetime money）
- 「楽演祭 vol.6」2018年10月31日　会場：LIVE INN ROSA　（セツボウネコ/congratulations/神様のいうとおり）
- 「RWM in 名古屋」2018年11月10日　会場：大須TOY'S  （セツボウネコ/congratulations/瞬間[moment]/虹）
- 「BONDS×BONDS Live vol.4」2018年11月11日　会場：渋谷VUENOS　（1部　虹/congratulations/瞬間[moment]）（2部　セツボウネコ/神様のいうとおり/永遠のメロディー/瞬間[moment]）
- 「シンセレ特別編～女性アーティスト祭～vol.17」2018年11月16日　会場：代アニ ライブステーション　（congratulations/永遠のメロディー/瞬間[moment]）
- 「CROSS×OVER vol.45」2018年11月27日　会場：渋谷VUENOS　（セツボウネコ/神様のいうとおり/虹）
- 「CROSS×OVER vol.46」2018年12月20日　会場：渋谷VUENOS　（永遠のメロディー）＊舞台「のぶながJOURNEY」の衣装で出演
- （2019年）
- 「CROSS×OVER vol.47」2019年1月20日　会場：渋谷VUENOS　（昼の部　幸福宣言/虹/神様のいうとおり）（夜の部　セツボウネコ/congratulations/瞬間[moment]）
- 「GIRLS WALK in幕張～GOGO PIN祭～vol.6」2019年2月10日　会場：イオン幕張店 1Fらせん階段前　（1部　幸福宣言/虹）（2部　セツボウネコ/神様のいうとおり/虹）
- 「CROSS×OVER vol.48」2019年2月11日[昼]　会場：渋谷VUENOS　（光/congratulations）
- 「CROSS×OVER vol.49」2019年2月11日[夜]　会場：渋谷VUENOS　（永遠のメロディー/セツボウネコ）
- 「楽演祭 vol.7 バレンタイン SP」2019年2月13日　会場：LIVE INN ROSA　（congratulations/神様のいうとおり/永遠のメロディー）
- 「シンセレ6周年SP」2019年2月15日　会場：代アニ ライブステーション　（空の上/瞬間[moment]）
- 「BONDS×BONDS Live vol.6」2019年2月17日　会場：渋谷VUENOS　（セツボウネコ/神様のいうとおり/congratulations/虹）
- 「第4回～生誕祭～30th」生誕祭～NANATOMOと共に　2019年3月9日　会場：三軒茶屋　茶茶茶

（LUNCH & COVER LIVE　バースデイソング/星間飛行/瞬間(moment)/世界中の誰よりきっと/なごり雪/いのちの歌/さよなら）

（DINNER & PREMIUM LIVE　｛オリジナル楽曲メドレー｝神様のいうとおり/瞬間(moment)/セツボウネコ/空の上/幸福宣言/光/永遠のメロディー/congratulations/虹）
｛リクエストに応えて｝トゥモロー/Darling/フレンズ/ダイアモンド/涙そうそう/月光/雪の華/キューティハニー/やさしさに包まれたなら/Everything/さよなら/恋をしちゃいました）
- 「CROSS×BONDS Special-Day」2019年3月17日　会場：渋谷VUENOS　（瞬間(moment)/永遠のメロディー/congratulations）
- 「CROSS×BONDS Special-Night」2019年3月17日　会場：渋谷VUENOS　（No boy no girl journey/悩殺本能ドゥビドゥバー/Lifetime money）劇団：骸骨ストリッパーの皆様とコラボ
- 「池袋の夜に歌唄い集うvol.4」2019年4月3日　会場：池袋mono　（永遠のメロディー/幸福宣言/神様のいうとおり）
- 「IDOL REGION CIRCUIT vol.10」2019年4月14日　会場：LIVE HOUSE 浜松窓枠　（1部　瞬間(moment)/congratulations）（2部　神様のいうとおり/永遠のメロディー）
- 「楽演祭 vol.8 平成最後のお花見 SP」2019年4月17日　会場：LIVE INN ROSA　（セツボウネコ/神様のいうとおり/永遠のメロディー/瞬間[moment]）
- 「NEXT DIVA~バラードSP~」2019年4月19日　会場：池袋mono　（空の上/光/ずっと）
- 「シンセレ特別編～女性アーティスト祭!!～2019年4月26日　会場：渋谷DESEO mini with VILLAGE VANGUARD　（虹/congratulations/瞬間[moment]）
- 「CROSS×BONDS Special-Day2」2019年4月29日　会場：渋谷VUENOS　（昼の部　幸福宣言/セツボウネコ/congratulations）（夜の部　神様のいうとおり/永遠のメロディー/瞬間[moment]）
- 「CROSS×OVER vol.50」2019年5月16日　会場：渋谷VUENOS　（congratulations/瞬間[moment]）
- 「シンセレ特別編～女性アーティスト祭!!～2019年5月20日　会場：渋谷Star Lounge　（セツボウネコ/神様のいうとおり/虹）
- 「LADY MADONNA vol.9-ユニット祭-」2019年5月23日　会場：青山RizM　（ "ユニットRWM" 星間飛行/ "ソロ" 瞬間[moment]）
- 「BONDS×BONDS Live vol.7」2019年5月25日　会場：渋谷VUENOS　（"ユニットなないろ" 永遠のメロディー/ずっと/ "ソロ" congratulations）
- 「CROSS×BONDS Special-Day3-」2019年6月2日　会場：渋谷VUENOS　（幸福宣言/congratulations/神様のいうとおり）
- 「CROSS×BONDS Special-Night3-」2019年6月2日　会場：渋谷VUENOS　（永遠のメロディー/瞬間[moment]）
- 「BONDS×BONDS Live vol.8-Day」2019年6月9日　会場：渋谷VUENOS　（虹/光/神様のいうとおり）
- 「BONDS×BONDS Live vol.8-Night」2019年6月9日　会場：渋谷VUENOS　（congratulations/永遠のメロディー/幸福宣言）
- 「NEXT DIVA~バラードSP~」2019年6月14日　会場：池袋mono　（光/瞬間(moment)/squall）
- 「CROSS×OVER vol.51」2019年6月18日　会場：渋谷Glad　（セツボウネコ/congratulations/永遠のメロディー）
- 「アンプラグドスペースシャトル #13」2019年6月21日　会場：早稲田 RiNen　（瞬間(moment)/空の上/虹）
- 「楽演祭 vol.9 令和初 SP」2019年6月26日　会場：LIVE INN ROSA　（congratulations/永遠のメロディー/光）
- 「BONDS×BONDS Live vol.9-Day」2019年7月7日　会場：渋谷VUENOS　（瞬間(moment)/幸福宣言/虹）
- 「BONDS×BONDS Live vol.9-Night」2019年7月7日　会場：渋谷VUENOS　（セツボウネコ/神様のいうとおり/congratulations）
- 「Seminare vol.1」2019年7月16日　会場：渋谷Glad　（幸福宣言/瞬間(moment)/congratulations）
- 「CROSS×OVER vol.52」2019年7月25日　会場：渋谷VUENOS　（congratulations/永遠のメロディー/神様のいうとおり）
- 「シンセレ特別編～女性アーティスト2周年祭!!～2019年8月9日　会場：渋谷Star Lounge　（"ユニットなないろ" 恋のバカンス/永遠のメロディー/ずっと）
- 「BONDS×BONDS Live vol.10」2019年8月11日　会場：渋谷VUENOS　（幸福宣言/瞬間(moment)/congratulations）
- 「Happy Time Happy Song vol.5」2019年8月17日　会場：高田馬場・天窓comfort　（虹/瞬間(moment)/あの花のように/congratulations/恋のバカンス/神様のいうとおり）
- 「Seminare fect.CROSS×OVER」2019年8月20日　会場：渋谷Glad　（セツボウネコ/神様のいうとおり/永遠のメロディー）
- 「楽演祭 vol.10 夏休み最後のバカ騒ぎ SP」2019年8月28日　会場：LIVE INN ROSA　（セツボウネコ/神様のいうとおり/瞬間[moment]）
- 「CROSS×OVER vol.53」2019年9月10日　会場：渋谷VUENOS　（congratulations/虹/瞬間[moment]）
- 「池袋の夜に歌唄い集うvol.9」2019年9月15日　会場：池袋mono　（瞬間(moment)/あの花のように/神様のいうとおり）
- 「Seminare vol.3」2019年9月17日　会場：渋谷Glad　（永遠のメロディー/congratulations/幸福宣言）
- 「音一途」2019年9月28日　会場：川崎La Cittadela （昼の部　幸福宣言/congratulations）噴水広場　（夜の部　瞬間(moment)/虹/神様のいうとおり）table895
- 「うた vol.6」2019年10月8日　会場：青山・月見ル君想フ　（虹/瞬間(moment)/空の上/congratulations/神様のいうとおり）
- 「デビュー12周年ワンマンライブ」2019年10月13日　会場：Music Bar MELODIA Tokyo　（幸福宣言/空の上/神様のいうとおり/セツボウネコ/虹/光/congratulations/永遠のメロディー/瞬間(moment)/world）
- 「CROSS×OVER vol.54」2019年10月18日　会場：渋谷VUENOS　（神様のいうとおり/world/瞬間[moment]）
- 「LADY MADONNA 拡大版」2019年10月24日　会場：川崎CLUB CITTA　（congratulations）
- 「楽演祭 vol.11 池袋ハロウィーン SP」2019年10月30日　会場：LIVE INN ROSA　（恋のバカンス/神様のいうとおり）
- 「ステラ☆GIRLS Party 2019」2019年11月3日　会場：LIVE INN ROSA　（～DAY～　congratulations/瞬間[moment]/幸福宣言）（～NIGHT～　セツボウネコ/神様のいうとおり/虹）
- 「Seminare vol.5」2019年11月19日　会場：渋谷Glad　（虹/congratulations/永遠のメロディー）
- 「CROSS×OVER vol.55」2019年11月25日　会場：渋谷VUENOS　（congratulations/Lifetime money/瞬間[moment]）
- 「Fun! Fun! Fun!」2019年12月11日　会場：高円寺HIGH　（congratulations/スマイリー☆紅まる子/瞬間(moment)/虹）
- 「ステラ☆GIRLS Party 2019」2019年12月15日　会場：新宿ジールシアター　（～DAY～　幸福宣言/光/神様のいうとおり/スマイリー☆紅まる子）（～NIGHT～　セツボウネコ/神様のいうとおり/world/スマイリー☆紅まる子）
- 「Seminare vol.6」2019年12月17日　会場：渋谷Glad　（瞬間[moment]/congratulations/セツボウネコ）
- 「楽演祭 vol.12 一足早いクリスマス SP」2019年12月18日　会場：LIVE INN ROSA　（セツボウネコ/神様のいうとおり/world/スマイリー☆紅まる子）
- 「ひろななサンタのX'mas SP～ちょっと早めのHoly Night～」2019年12月22日　会場：渋谷ROTT　出演：七海なな、大和姫呂未（クリスマス・イブ/congratulations/瞬間(moment)/恋のバカンス/神様のいうとおり/虹/I LOVE YOU/クリスマス・イブ）
- 「CROSS×BONDS Special-Day-」2019年12月29日　会場：渋谷VUENOS　（セツボウネコ/神様のいうとおり/world）
- 「CROSS×OVER vol.56」2019年12月29日　会場：渋谷VUENOS　（幸福宣言/world/congratulations）
- （2020年）
- 「気分は? Paradise! vol.3」2020年1月11日　会場：四谷Lotus（セツボウネコ/神様のいうとおり/congratulations）
- 「CROSS×BONDS Special-Day-」2020年1月19日　会場：渋谷VUENOS（幸福宣言/光/虹）
- 「CROSS×BONDS Special-Night-」2020年1月19日　会場：渋谷VUENOS（瞬間(moment)/congratulations/永遠のメロディー）
- 「Seminare vol.7」2020年1月21日　会場：渋谷Glad（神様のいうとおり/world/セツボウネコ）
- 「Seminare vol.8」2020年2月18日　会場：渋谷Glad（幸福宣言/瞬間(moment)/congratulations）
- 「CROSS×OVER vol.57」2020年2月21日　会場：渋谷VUENOS　共演：色紙実優、櫻田愛美（神様のいうとおり/道/Friend/congratulations）
- 「第5回～生誕祭～31st」～生誕祭～　2020年3月7日　会場：Live&Bar茶茶茶

（LUNCH TALK &LIVE　バースデイソング/congratulations/ダイアモンド/いのちの歌/恋のバカンス/永遠のメロディー/タッチ/world）

（DINNER＆PREMIUM TALK &LIVE　HAPPY HAPPY BIRTHDAY/学園天国/抱きしめて/ギミチョコ！！/あの花のように/さよなら/青い珊瑚礁/涙そうそう/光/Squall/生きてこそ/First Love/I LOVE YOU/明日への手紙）
- 「Seminare vol.9」2020年3月17日　会場：渋谷Glad（バースデイソング/神様のいうとおり/congratulations）
- 「CROSS×OVER vol.58」2020年3月18日　会場：渋谷VUENOS（瞬間(moment)/world/セツボウネコ）
- 「LADY MADONNA vol.11」2020年8月5日　会場：青山RizM（"OS"負けないで/虹/congratulations）
- 「ステラ☆GIRLS Party 2020」2020年8月9日　会場：池袋Live inn ROSA（セツボウネコ/神様のいうとおり/幸福宣言）
- 「CROSS×OVER vol.60」2020年8月27日　会場：渋谷club asia（虹/空の上/永遠のメロディー/congratulations）
- 「CROSS×OVER vol.61」2020年10月27日　会場：渋谷club asia（congratulations/瞬間(moment)/world）
- 「LADY MADONNA 拡大版」2020年11月27日　会場：川崎CLUB CITTA　（星間飛行:RWM/congratulations）
- 「CROSS×BONDS -Seeds/PISTILお披露目LIVE-」2020年12月3日　会場：池袋Live inn ROSA（セツボウネコ/神様のいうとおり/world/空の上)
- 「CROSS×BONDS -2020年〆LIVE-」2020年12月11日　会場：四谷Lotus（虹/幸福宣言/congratulations）
- （2021年）
- 「CROSS×OVER vol.62」2021年1月28日　会場：池袋Live inn ROSA（神様のいうとおり/congratulations/セツボウネコ）
- 「CROSS×BONDS -St.Valentine's Day SP-」2021年2月12日　会場：池袋Live inn ROSA（幸福宣言/world/瞬間(moment)）
- 「CROSS×OVER vol.63」2021年3月22日　会場：池袋Live inn ROSA（幸福宣言/光/虹)
- 「CROSS×BONDS LIVE-１部-」2021年5月2日　会場：池袋Live inn ROSA（congratulations/空の上/虹)
- 「CROSS×BONDS LIVE-２部-」2021年5月2日　会場：池袋Live inn ROSA（セツボウネコ/神様のいうとおり/幸福宣言）
- 「BONDS×BONDS LIVE」2021年6月4日　会場：目黒 鹿鳴館（道/虹）共演：色紙実優｛なないろ｝
- 「GOTANDA IDOLE LIVE」2021年6月20日　会場：GOTANDA G2（神様のいうとおり/いのちの歌/道）共演：色紙実優｛なないろ｝
- 「CROSS×OVER vol.64」2021年7月21日　会場：池袋Live inn ROSA（幸福宣言/いのちの歌/congratulations）
- （2022年）
- 「CROSS×OVER vol.65~七海なな 生誕Special~」2022年3月7日　会場：池袋Live inn ROSA（overture バースデー/Happy Birthday to you you/world/これが私の生きる道）
- 「CROSS×OVER vol.66~色紙実優 生誕Special~」2022年4月1日　会場：池袋Live inn ROSA（やさしさに包まれたなら/空の上/幸福宣言）
- 「CROSS×BONDS LIVE」2022年5月20日　会場：池袋Live inn ROSA（セツボウネコ/神様のいうとおり/瞬間(moment)/congratulations）
- 「CROSS×OVER ONE」2022年6月23日　会場：池袋Live inn ROSA（congratulations/永遠のメロディー/虹)
- 「No.4全力ﾗｲﾌﾞ2022秋」2022年9月22日　会場：五反田G3（幸福宣言/神様のいうとおり/congratulations）
- 「BONDS×BONDS LIVE vol.2」~花森りり生誕祭~2022年10月2日　会場：GOTANDA G2（虹/空の上/永遠のメロディー）
- 「3MAN LIVE[High Life]」2022年11月26日　会場：新宿HEIST（道/world/変わらないもの/いのちの歌/congratulations/恋文/ダイアモンド）共演：色紙実優｛なないろ｝
- 「CROSS×OVER vol.67~年忘れSpecial~」2022年12月12日　会場：池袋Live inn ROSA（セツボウネコ/神様のいうとおり/congratulations/幸福宣言）
- 「BONDS×BONDS LIVE vol.3」~森岳亜弥生誕祭~2022年12月18日　会場：GOTANDA G2（永遠のメロディー/congratulations/瞬間(moment)/神様のいうとおり）
- （2023年）
- 「R 4th ANNIVERSARY love LIVE」2023年3月31日　会場：渋谷CLUB ROSSO（神様のいうとおり/幸福宣言/world/congratulations/永遠のメロディー）
- 「R Friday Night Party」2023年8月4日　会場：渋谷CLUB ROSSO(瞬間（moment)/神様のいうとおり/空の上/幸福宣言/congratulations）
- 「もふﾌｪｽ2023」~桃咲まゆ生誕祭 2部~2023年8月13日　会場：大塚ﾄﾞﾘｰﾑｼｱﾀｰ
- 「BONDS×BONDS LIVE vol.4」~花森りり生誕祭~2023年10月1日　会場：GOTANDA G6（セツボウネコ/神様のいうとおり/幸福宣言/congratulations）
- 「BONDS×BONDS LIVE vol.5」~福田千穂生誕祭~2023年11月11日　会場：GOTANDA G3
- （2024年）
- 「R 5th ANNIVERSARY love LIVE」2024年2月29日　会場：渋谷CLUB ROSSO(神様のいうとおり/セツボウネコ/瞬間(moment)/幸福宣言）
- 「LADY MADONNA -夏のユニット祭り-」2024年7月11日　会場：青山RizM（RWM（大和姫呂未・七海なな・白石茉莉奈）/ 星間飛行、ソロ / congratulations）
- 「Nyaman Singer Collection」2024年8月6日　会場：渋谷gee-ge
- 「S-REGULAR GIGS vol.1」2024年9月12日　会場：ASAKUSA VAMPKIN
- 「LADY MADONNA 拡大版 2024」2024年11月21日 会場：川崎 CLUB CITTA'（ソロ名義、RWM（大和姫呂未・七海なな・白石茉莉奈）名義[22]）
- 「大人の楽演祭」2024年12月5日 会場：渋谷LOFT HEAVEN
- （2025年）
- 「S-REGULAR GIGS vol.5」2025年1月16日　会場：ASAKUSA VAMPKIN
- 「R 6th ANNIVERSARY love LIVE」2025年3月7日　会場：渋谷CLUB ROSSO

### イメージDVD
- 現役高校生身体検査（2007年6月25日、現コーポレーション）
- 妹ななみ（2007年7月28日、ガロマージュ）
- 寸止女（2007年9月7日、現コーポレーション）
- あなたのための子守唄（2007年11月16日 日本メディアサプライ）
- 再び寸止女（2008年1月1日、現コーポレーション）
- 本番直前!（2008年5月9日、現コーポレーション）
- コイビト動画 七海なな（2008年10月3日、現コーポレーション）
- ジューシーハニー/七海なな（2008年10月29日、オルスタックピクチャーズ）
- 競泳水着フェティシズム（2008年11月21日、現コーポレーション）
- 寸止女おかわり（2008年12月5日、現コーポレーション）
- 七海ななクロニクル少女から大人への神話（2009年2月20日、現コーポレーション）
- 七海ななクロニクル2（2009年4月17日、現コーポレーション）
- エロキュート/七海なな（2009年5月29日、オルスタックピクチャーズ）
- 七海ななデビュー前秘蔵映像（2010年6月20日,四谷書房 監督： 村西とおる）
- 美少女時代なな　七海なな（2011年7月29日 T.S.H/GARO IMPACT）
- 七海なな / 妻美喰い（2011年12月24日 オルスタックピクチャーズ）
- 新・美女秘湯めぐり 大沢山温泉編（2012年1月18日 マーレーインターナショナル）他出演:鳴海せいら
- Nanaドキドキ…内緒のヌード・七海なな（2012年7月5日　REbecca）
- 七海なな/ 妻美喰い　禁じられた遊び（2013年7月26日　UGANDA）
- 七海なな/ 妻美喰い　家政婦は見られた（2014年6月27日　UGANDA）
- 官能小説 ポルノグラフィア「屋根裏の秘め事」(2014年6月13日　TOEI COMPANY　金田敬監督)
- もう限界　七海なな（2014年8月25日 GARDEN）
- 七海なな/密着（2014年11月28日　UGANDA）
- 七海なな/湯けむりおっぱい（2015年6月27日　UGANDA）
- 愛しの若妻夫には内緒で【R-18版】（2016年6月20日、ラインコミュニケーションズ）監督：佐藤吏。他出演:星野あかり、竹田朋華 / 本多菊雄
- 妻美喰い/七海なな（2016年6月29日　UGANDA）

### HOW TO DVD
- オトナの保健体育（2010年3月26日（株）ジーダス（JSDSS））
- 女医が教える本当に気持ちのいいセックス（2011年10月29日 ブックマン社）共演：美雪ありす、鈴木一徹、月野帯人

### ラジオ
- 真夜中の音じゃらし（ラジオ関西、2018年7月）RWM
- ～ラララ～Tuesday(レインボータウンＦＭ：88.5MHz)2020年6月9日～2023年6月13日　出演終了。毎月第２火曜日20時-21時

### バラエティ番組 DVD
- あいの恋文　第一章　〜キシオの誕生〜（2011年3月9日　つくばテレビ）ホスト：希志あいの　[CHAPTER3]のゲスト　七海なな（生徒会長時代のハナシが楽しい）
- みっひーランド　2（2011年8月3日 ポニーキャニオン）出演者： みひろ/糸矢めい/かすみ果穂/七海なな
  - みっひーランド3（2011年8月03日ポニーキャニオン）出演者：みひろ、かすみ果穂、糸矢めい、七海なな
  - みっひーランド4-6（2011年12月21日ポニーキャニオン）共演：みひろ、かすみ果穂、糸矢めい、希志あいの(5)、希崎ジェシカ※5に第1回セクシー女優総選挙収録。
  - みっひーランド7（2012年7月18日、ポニーキャニオン）出演者：みひろ/糸矢めい/かすみ果穂/七海なな
  - みっひーランド8（2012年7月18日、ポニーキャニオン）出演者：みひろ/糸矢めい/かすみ果穂/七海なな/希志あいの/希崎ジェシカ/初音みのり
  - みっひーランド9（2012年7月18日、ポニーキャニオン）出演者：みひろ/糸矢めい/かすみ果穂/七海なな
  - みっひーランド10-12（2013年1月16日、ポニーキャニオン）・・・共演：みひろ、糸矢めい、七海なな他、11に第3回セクシー女優総選挙収録
  - みっひーランド Vol.11（2013/01/16、ポニーキャニオン） 共演：みひろ、糸矢めい、かすみ果穂、七海なな、希志あいの、希崎ジェシカ、西野翔、安藤あいか
  - みっひーランド13（2013年9月18日、ポニーキャニオン）・・・共演：みひろ、糸矢めい、七海なな
  - みっひーランド ロス☆ラスベガスの旅 前編（2013年9月18日、ポニーキャニオン）・・・共演：みひろ、かすみ果穂、七海なな
  - みっひーランド ロス☆ラスベガスの旅 後編（2013年9月18日、ポニーキャニオン）
- (仮) 姫姫旅行 presents 「みひろのウ・ラ・ド・リ」ロサンゼルス編（2013年5月15日、ポニーキャニオン）・・・共演：みひろ、糸矢めい、かすみ果穂
- かすみレディオ　番外編 イン ラスベガス（2013/08/21、ポニーキャニオン）共演：みひろ、糸矢めい、かすみ果穂
- かすみレディオ19(2014/8/1、つくばテレビ) 共演：かすみ果穂、桜木凛
- かすみTVDX vol.3(2015/1/29、オルスタックソフト販売)共演：かすみ果穂、他
- みっひーランドかすみ果穂卒業旅行(2016年、つくばテレビ)
- みひなな食堂1
- みひなな食堂2（2017年、つくばテレビ）
- みひなな食堂3（2018年）

### トレーディングカード
- AVC ジューシーハニー VOL.9（2008年8月9日）
- AVC ジューシーハニー VOL.10（2009年3月14日）
- 七海なな オフィシャルカードコレクション Pure（2008年11月29日）

### CD
- 七海なな初ソロシングル「幸福宣言〜ふたりでひとつだけ〜」ドラマ版ふたりエッチ挿入歌。
- ｛シングルCD｝
  - 「神様のいうとおり」
  - 「空の上」
  - 「セツボウネコ」
  - 「虹」
- ｛アルバムCD｝
  - 「ななふる」

  1. 神様のいうとおり
  2. 虹
  3. 永遠のメロディ
  4. セツボウネコ
  5. 空の上
  6. moment
  7. 光
  8. Congratulations

### CM出演
- 「SPOT」（北海道札幌市のセル店） - 北海道限定で放送（YouTubeに映像あり）。

### ネット配信
- ヌードWEBグラビア「GRAPHIS」(2009年11月09日,撮影：MASA.ONO)

### 雑誌連載コラム
- 「NAO DVD」（毎月21日発売）にて、コラム「あいのことば」を連載（2010年8月発売にて終了）
- 「メガベッピン」（毎月8日発売）にて、コラム「七海ななの英語でしゃべらななイト」を連載（2010年9月から連載スタート）

### アダルトビデオ
2007年
- 大人になんかならないで（10月12日、アリスJAPAN）
- いもうと（11月9日、アリスJAPAN）
- アリスJAPAN2008（11月9日、アリスJAPAN）
- 七海ななが受験生をセックスで応援!!（12月14日、アリスJAPAN）

2008年
- 湯けむり温泉交尾（2月8日、アリスJAPAN）
- HAPPY BIRTH DATE 〜誕生日はキミとふたりで〜（3月28日、アリスJAPAN）
- 現役アイドル身体検査（4月25日、アリスJAPAN）
- 大人になんかならないで2（5月23日、アリスJAPAN）
- 愛情フェラチオごっくんSEX♪（6月27日、アリスJAPAN）
- 痴漢の餌食（7月25日、アリスJAPAN）
- ななリンピック2008 in アリスJAPAN大会（8月22日、アリスJAPAN）
- パラダイスラブ（9月26日、アリスJAPAN）
- アリスJAPAN専属女優 七海ななの超高級ソープ!（10月24日、アリスJAPAN）
- デビュー1周年記念作品 アリスJAPAN×七海なな 人気7シリーズ完全撮り下ろし4時間（11月28日、アリスJAPAN）
- いちねんベスト!（12月26日、アリスJAPAN）

2009年
- 女体発電所（1月23日、アリスJAPAN）
- 七海ななの早漏矯正塾（2月27日、アリスJAPAN）
- 3年1組お掃除係（3月27日、アリスJAPAN）
- 七海ななの童貞卒業式（4月24日、アリスJAPAN）
- 私立名門水泳部 特殊訓練目録（5月22日、アリスJAPAN）
- 七海ななの極太品評会（6月26日、アリスJAPAN）
- 妹が裸族でガマンできない（7月24日、アリスJAPAN）
- 反復アクメ持久走（8月28日、アリスJAPAN）
- 好奇心 七海なな（9月25日、アリスJAPAN）
- 電話中の彼女にいたずら（10月23日、アリスJAPAN）
- Venus Festa(ヴィーナスフェスタ)（11月7日、アリスJAPAN）

4社のAV女優（七海【アリスJAPAN】、伊東遥【MAX-A】、黒川きらら【KUKI】、綾瀬ティアラ【h.m.p】）の共演作品。
- 七海ななを、マグロ（男）市場に派遣します。（11月27日、アリスJAPAN）
- にねんベスト!8時間 七海なな（12月25日、アリスJAPAN）

2010年
- アリスJAPAN×七海なな2（1月22日、アリスJAPAN）
- ごっくんビアガール（2月26日、アリスJAPAN）
- 今晩、わたしを泊めてください（3月26日、アリスJAPAN）
- 二番目の父に悪戯されて 七海なな（4月23日、アリスJAPAN）
- ななのカラダを手に入れた! 七海なな（5月28日、アリスJAPAN）
- 七海なな〜卒業〜全作品すべて見せます 16時間（6月11日、アリスJAPAN）

- エスワン解禁 七海なな（7月7日、エスワン）
- 覚醒アクメ 未経験の絶頂 七海なな（8月7日、エスワン）
- 女子高生残酷物語 七海なな（9月7日、エスワン）
- 近親相姦 名家に巣食う淫襲（10月7日、エスワン）
- 交わる体液、濃密セックス（11月7日、エスワン）
- 夫の目の前で犯された若妻（12月7日、エスワン）

2011年
- バコバコ風俗 NO.1指名（1月7日、エスワン）
- 見つめてゴックン生搾り（2月7日、エスワン）
- S1 24時間！！（2月19日、エスワン） 共演：吉沢明歩 麻美ゆま  希志あいの 佳山三花 桜ここみ 瑠川リナ 梓ユイ 西條るり
- エスワンファン感謝祭 七海なな×素人 ヌキまくりツアー（3月7日、エスワン）
- 犯された女教師 七海なな（4月7日、エスワン）
- どろどろ 濃厚汁だくセックス（5月7日、エスワン）
- 公然妄想露出 アエギ声出しちゃダメ！！（6月7日、エスワン）
- 秘密捜査官の女 性開発された美人エージェント（7月7日、エスワン）
- 美しい痴女の接吻と性交（8月7日、エスワン）
- 犯された社長秘書（9月7日、エスワン）
- 七海ななFINAL 最後で最高のイカセ技、全部見せます。（10月7日、エスワン）
- 七海ななAV引退　七海なな（11月25日、アリスJAPAN）

2012年
- 引退×七海なな　エスワン12時間Special　引退記念版【LASTインタビュー　七海ななと行く山登り!!】（1月7日、エスワン）

2014年
- 大人になんかならないで　リモザイク版（2月28日、アリスJAPAN）

## 関連番組
- みっひーランド
- スパローズのギリギリアウツ!?
- タモリ倶楽部（空耳アワー）